# Mihail Aleksandrov
Mihail Aleksandrov (Sofía, Bulgaria, 11 de junio de 1989) es un exfutbolista internacional búlgaro que jugaba de lateral derecho en el FC Arda Kardzhali de la Primera Liga de Bulgaria.

## Carrera
Mihail Aleksandrov comenzó en las categorías inferiores del club de fútbol de su ciudad natal, el CSKA Sofía. Entre 2007 y 2010 fue un jugador del Borussia Dortmund alemán, aunque no disputó ningún partido con el primer equipo, disputando cinco partidos con el equipo reserva que milita en la Regionalliga West, el Borussia Dortmund II.
En verano de 2010 regresó a Bulgaria, jugando en el Akademik Sofia antes de ser traspasado al PFC Ludogorets Razgrad, equipo con el que ganó la liga, la copa y la Supercopa de Bulgaria.
En la temporada 2014-15 con el Ludogorets, Aleksandrov se convirtió en uno de los jugadores esenciales del once inicial, debutando en la Liga de campeones el 16 de septiembre de 2014 en el partido fuera de casa contra el Liverpool. El Ludogorets quedó cuarto del grupo, por detrás del Real Madrid, el FC Basilea y el Liverpool FC. En total, Mihail Alexandrov apareció en 136 partidos con el Ludogorets Razgrad, anotando 18 goles y logrando siete asistencias.
El 29 de febrero de 2016 se hizo oficial el fichaje de Aleksandrov por el Legia de Varsovia de Polonia por un contrato de un año y medio. El 10 de febrero de 2017 el Legia anunció que Aleksandrov se desvinculaba del equipo para unirse al PFC Arsenal Tula ruso. El 2 de septiembre de 2019 regresó a un equipo de su país tras firmar con el FC Arda Kardzhali.

## Carrera internacional
En octubre de 2011, Aleksandrov obtuvo su primera convocatoria para la selección de fútbol de Bulgaria en un amistoso contra Ucrania y en la fase de grupos para la clasificación de la Eurocopa 2012 frente a Gales. También fue convocado para un partido amistoso contra Hungría en febrero de 2012, pero no se ofreció a disputar el encuentro. Aleksandrov ganó su primer partido el 5 de marzo de 2014, en la victoria de dos goles a uno en casa en el amistoso contra Bielorrusia. Anotó su primer tanto con la selección búlgara frente a Azerbaiyán en la ronda clasificatoria para la Eurocopa de 2016.

## Palmarés

### Torneos locales
| Título                   | Club                        | País     | Año     |
| ------------------------ | --------------------------- | -------- | ------- |
| Primera Liga de Bulgaria | P. F. C. Ludogorets Razgrad | Bulgaria | 2011-12 |
| Copa de Bulgaria         | P. F. C. Ludogorets Razgrad | Bulgaria | 2011-12 |
| Supercopa de Bulgaria    | P. F. C. Ludogorets Razgrad | Bulgaria | 2012    |
| Primera Liga de Bulgaria | P. F. C. Ludogorets Razgrad | Bulgaria | 2012-13 |
| Primera Liga de Bulgaria | P. F. C. Ludogorets Razgrad | Bulgaria | 2013-14 |
| Copa de Bulgaria         | P. F. C. Ludogorets Razgrad | Bulgaria | 2013-14 |
| Supercopa de Bulgaria    | P. F. C. Ludogorets Razgrad | Bulgaria | 2014    |
| Primera Liga de Bulgaria | P. F. C. Ludogorets Razgrad | Bulgaria | 2014-15 |
| Ekstraklasa              | Legia de Varsovia           | Polonia  | 2015-16 |
| Puchar Polski            | Legia de Varsovia           | Polonia  | 2015-16 |
| Ekstraklasa              | Legia de Varsovia           | Polonia  | 2016-17 |